# أنطون هرمان ألبرشت
انطون هرمان ألبرشت (و. 1835 – 1906 م) هو كاتب، وشاعر، وعالم عقيدة ألماني، ولد في فرايبورغ، توفي في لار بادن وورتمبرغ، عن عمر يناهز 71 عاماً.